# 吉田追風 (23世)

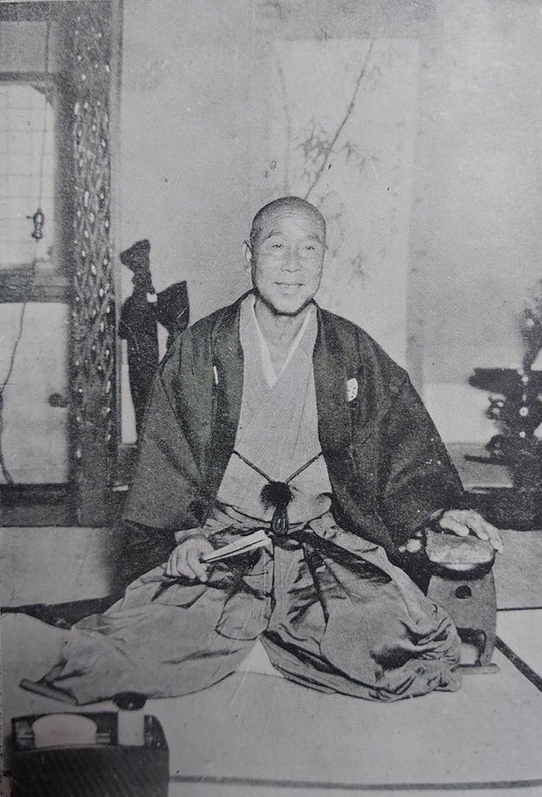
23世吉田追風

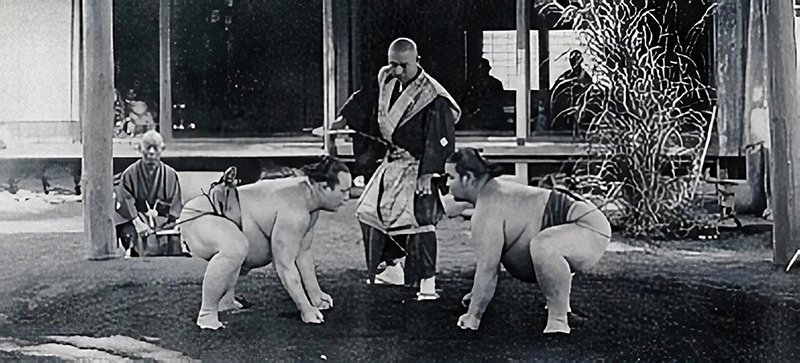
常陸山（左）と2代梅ヶ谷（右）に立合いを指導する23世吉田追風（中央）

23世 吉田 追風（よしだ おいかぜ、1856年3月31日（安政3年2月25日） - 1939年〈昭和14年〉9月12日）は、相撲の行司。吉田司家の23代目当主。本名は吉田 善門。

## 人物
1856年（安政2年）、肥後国（現在の熊本県）に生まれる。1871年、16歳にして吉田司家を継承し、1878年の14代横綱境川に横綱免許を承認した。以来1938年の35代横綱双葉山まで61年にわたり、23人の横綱に免許を与えた。
1877年の西南戦争では西郷軍に従軍したが、降伏して政府側に捕らえられた。この頃五条家が小野川、八陣、高越山と横綱免許を発行していた。1876年には五條家が東京の境川にも横綱免許を出し、相撲会所とも疎遠であったため吉田家は承認したが免許状を出せない状態だった。吉田司家の手になる「相撲故実」の下に運営されていた相撲界がバラバラになり始めた。
また、当時の文明開化の風潮で相撲禁止論を唱える政府要人もいたが、善門は1882年に上京して年寄や立行司、大関を集めて相撲の故実をよく守るように指導、手廻しをしつつ、警視総監の樺山資紀と面談、相撲禁止論の打破を唱えてお墨付きを得た。
1884年、初代梅ヶ谷藤太郎が横綱免許を吉田司家から受けることを希望した。このために、五條家と吉田家の同時免許が出され、吉田家は復権を果たした。五條家は京阪にこだわったため、1896年小錦に横綱免許を発行したが、影響力もなく免許は後世殆ど話題にもならなかった。上方が東京との合併興行に依存した状況で、再び吉田家が唯一の「相撲の家」の地位となった。
1909年の国技館開館の折には方屋開口の言上に三段構えの団扇も取る。以後も皇族の相撲観戦の度に臨席した。
1925年8月、相撲協会取締の出羽海梶之助から、協会の財団法人化申請で相談を受けていた善門は、要職の一部を相撲協会の外部から招くよう助言した。同年12月文部大臣岡田良平から財団法人の認証を受けた。会長には陸軍大将福田雅太郎、理事長には元陸軍主計中将廣瀬正徳が就任した。
1939年、熊本市の自宅で死去。享年84。